# Aplomya flavisquamis
Aplomya flavisquamis là một loài ruồi trong họ Tachinidae.